# Ralph Gonsalves
Ralph Everard Gonsalves (8 d'agost de 1946) és un polític vicentí. Actualment és el primer ministre de Saint Vicent i les Grenadines, i líder del Partit Laborista de la Unitat (ULP).
Gonsalves és el cap de govern més longeu des que Saint Vincent i les Grenadines es van independitzar el 1979. Va esdevenir primer ministre després que el seu partit guanyés un govern majoritari a les eleccions generals de 2001. Va ser el primer primer ministre de la recentment construïda ULP, després d'una fusió del Partit Laborista de Sant Vincent i les Grenadines i el Moviment per a la Unitat Nacional.
Gonsalves és membre del Parlament (MP) de la circumscripció de North Central Windward des de 1994. El 1994, després de la formació del Partit Laborista de la Unitat, va esdevenir líder adjunt, i es va convertir en líder del partit el 1998.
Amb Gonsalves com a líder, l'ULP va aconseguir la majoria en el vot popular en totes les eleccions generals del 1998 al 2015, tot i que no va aconseguir la majoria dels escons parlamentaris a les eleccions del 1998. El 2020, l'ULP va guanyar les eleccions, però no va guanyar el vot popular. El 7 de novembre de 2020, Gonsalves va jurar el seu cinquè mandat com a primer ministre.

## Biografia
Gonsalves, conegut afectuosament com "Comrade Ralph", va néixer a Colonarie, Saint Vincent, Illes Britàniques de Barlovento. El seu pare, Alban Gonsalves, era un granger i petit empresari, i la seva mare, Theresa Francis, una petita empresaria. Els seus avantpassats van arribar a Sant Vicenç i les Grenadines el 1845 com a servidors contractats de l'illa portuguesa de Madeira.
Gonsalves va assistir a l'escola Catòlica Romana Colonarie, i més tard a l'escola secundària St. Vincent. Després es va matricular a la Universitat de les Índies Occidentals, on va cursar una llicenciatura en economia. Més tard hi va tornar per obtenir un màster en governança, que va completar el 1971. El 1974 es va doctorar en governança a la Universitat de Manchester. També va assistir a la Universitat de Makerere a Uganda.

### Carrera política
Gonsalves es va involucrar en la política a la universitat, com a president del Gremi de Llicenciatura i Societat de Debat de la Universitat de les Índies Occidentals. El 1968, va liderar una protesta estudiantil per la deportació de l'historiador i intel·lectual Walter Rodney per part del govern jamaicà.
El 1994, Gonsalves es va convertir en el líder adjunt del Partit Laborista de Sant Vicenç i les Grenadines. Després de la dimissió de Vincent Beache, Gonsalves es va convertir en líder del partit el 1998. Va dirigir més tard el Partit Laborista de la Unitat per guanyar les eleccions generals de 2001, esdevenint primer ministre i ministre de Finances. El seu partit va ser reelegit a les eleccions generals de 2005. A les eleccions generals de 2010, Gonsalves i l'ULP van ser reelegits amb el 51,11% dels vots populars.
El 2009 Gonsalves i la ULP van liderar una campanya de referèndum a favor d'una reforma constitucional que hauria abolit la monarquia constitucional del país, substituint Isabel II per un president no executiu. El referèndum va ser derrotat, amb un 55,64% dels votants rebutjant els canvis.
El novembre de 2017 Gonsalves va cedir la cartera de ministre d'Hisenda al seu fill, Camillo Gonsalves.
El 3 de juliol de 2020, Gonsalves va ser escollit president de la Comunitat del Carib, succeint a Mia Mottley. El seu mandat de 6 mesos va acabar l'1 de gener de 2021 i el va succeir el primer ministre de Trinitat i Tobago, Keith Rowley.
El novembre de 2020, Ralph Gonsalves va fer història en aconseguir la cinquena victòria consecutiva a les eleccions generals.
Més enllà de la política, Gonsalves exerceix l'advocacia davant la Cort Suprema del Carib Oriental. Ha escrit i publicat textos sobre una sèrie de temes, com ara el Carib, l'Àfrica, el sindicalisme, l'economia política comparada i qüestions de desenvolupament en general.
El dijous 5 d'agost de 2021, en una protesta contra la vacunació obligatòria contra la COVID-19 organitzada pels sindicats que representen infermeres, policies i altres treballadors, Gonsalves va ser atacat amb un projectil prop de l'entrada del Parlament. En l'atac va patir ferides visibles al cap. L'atac es va produir durant una gran protesta contra les màscares i les vacunes al país. Gonsalves va ser traslladat ràpidament a l'hospital on es va confirmar que es trobava en estat estable.

### Vida personal
Gonsalves s'ha casat dues vegades; actualment està casat amb Eloise Harris. Té dos fills pel seu primer matrimoni, Camillo i Adam; un fill de la seva segona dona, Storm; i dues filles, Isis i Soleil.

## Publicacions destacades
- Diary of a Prime Minister: Ten days among Benedictine Monks
- The Making of 'the Comrade': The Political Journey of Ralph Gonsalves
- The spectre of imperialism: the case of the Caribbean (University of the West Indies; 128 pages, 1976)
- The non-capitalist path of development: Africa and the Caribbean (One Caribbean Publishers; 1981)
- History and the future: a Caribbean perspective (169 pages, 1994)
- Notes on some basic ideas in Marxism-Leninism (University of the West Indies; 56 pages)